# Waarheidstheorieën
Op het specifieke terrein van de kennistheorie (epistemologie) zijn door wetenschapsfilosofen meerdere waarheidstheorieën ontwikkeld, omtrent de definitie van wat zoal waar of onwaar kan heten.
Dit betreft onder meer (geen uitputtende opsomming):
- de semantische waarheidstheorie
- intersubjectiviteit
- de conventietheorie
- de coherentietheorie
- de correspondentietheorie
- de pragmatische waarheidstheorie
- de redundacy theory over de waarheid
- de pluralistische waarheidstheorieën